# شهرستان لینکلن (مینه‌سوتا)
شهرستان لینکلن، مینه‌سوتا (به انگلیسی: Lincoln County, Minnesota) شهرستانی در ایالات متحده آمریکا است که در مینه‌سوتا واقع شده‌است.